# Galina Malchugina
Galina Viatcheslavovna Maltchouguina (en russe : Галина Вячеславовна Мальчугина, transcription anglaise : Galina Malchugina), née le 17 décembre 1962 à Briansk, est une athlète russe, spécialiste du sprint, aujourd'hui retirée de la compétition.

## Biographie
Elle était membre des relais soviétiques puis russes qui gagnèrent des médailles aux Jeux olympiques de 1988 et 1992.

### Palmarès
| Date | Compétition                    | Lieu      | Résultat | Épreuve   | Performance |
| ---- | ------------------------------ | --------- | -------- | --------- | ----------- |
| 1988 | Championnats d'Europe en salle | Budapest  | 6e       | 200 m     | 23 s 42     |
| 1988 | Jeux olympiques                | Séoul     | 8e       | 200 m     | 22 s 42     |
| 1988 | Jeux olympiques                | Séoul     | 3e       | 4 × 100 m | 42 s 75     |
| 1989 | Coupe du monde des nations     | Barcelone | 5e       | 200 m     | 23 s 12     |
| 1989 | Coupe du monde des nations     | Barcelone | 2e       | 4 × 100 m | 42 s 76     |
| 1990 | Championnats d'Europe en salle | Glasgow   | 3e       | 200 m     | 23 s 04     |
| 1990 | Goodwill Games                 | Seattle   | 4e       | 100 m     | 11 s 24     |
| 1990 | Goodwill Games                 | Seattle   | 5e       | 200 m     | 23 s 03     |
| 1990 | Goodwill Games                 | Seattle   | 2e       | 4 × 100 m | 42 s 67     |
| 1990 | Championnats d'Europe          | Split     | 3e       | 200 m     | 22 s 23     |
| 1990 | Finale du Grand Prix IAAF      | Athènes   | 3e       | 200 m     | 22 s 59     |
| 1991 | Championnats du monde en salle | Séville   | 5e       | 200 m     | 23 s 20     |
| 1991 | Championnats du monde          | Tokyo     | 5e       | 200 m     | 22 s 66     |
| 1991 | Championnats du monde          | Tokyo     | 2e       | 4 × 100 m | 42 s 20     |
| 1992 | Jeux olympiques                | Barcelone | 8e       | 200 m     | 22 s 63     |
| 1992 | Jeux olympiques                | Barcelone | 2e       | 4 × 100 m | 42 s 16     |
| 1993 | Championnats du monde          | Stuttgart | 7e       | 200 m     | 22 s 50     |
| 1993 | Championnats du monde          | Stuttgart | 1re      | 4 × 100 m | 41 s 49     |
| 1994 | Championnats d'Europe en salle | Paris     | 1re      | 200 m     | 22 s 41     |
| 1994 | Championnats d'Europe          | Helsinki  | 3e       | 200 m     | 22 s 90     |
| 1994 | Championnats d'Europe          | Helsinki  | 2e       | 4 × 100 m | 42 s 96     |
| 1995 | Championnats du monde          | Göteborg  | 3e       | 200 m     | 22 s 37     |
| 1996 | Jeux olympiques                | Atlanta   | 5e       | 200 m     | 22 s 45     |
| 1996 | Jeux olympiques                | Atlanta   | 4e       | 4 × 100 m | 42 s 27     |
| 1997 | Championnats du monde          | Athènes   | 5e       | 4 × 100 m | 42 s 50     |
| 1998 | Goodwill Games                 | Uniondale | 3e       | 4 × 100 m | 42 s 62     |
| 1998 | Championnats d'Europe          | Budapest  | 3e       | 4 × 100 m | 42 s 73     |

### Records
| Épreuve    | Épreuve      | Performance | Lieu              | Date           |
| ---------- | ------------ | ----------- | ----------------- | -------------- |
| 100 mètres | 100 mètres   | 10 s 96     | Moscou            | 22 juin 1992   |
| 200 mètres | En plein air | 22 s 18     | Saint-Pétersbourg | 4 juillet 1996 |
| 200 mètres | En salle     | 22 s 41     | Paris             | 13 mars 1994   |